# 제니퍼 네틀스
제니퍼 네틀스(Jennifer Nettles, 1974년 9월 12일 ~ )는 미국의 싱어송라이터, 음반 제작자, 배우이다. 2인조 음악 그룹 슈거랜드의 리드 보컬이다.

## 음반 목록

### 개인 정규 앨범
- That Girl (2014)
- Playing with Fire (2016)
- To Celebrate Christmas (2016)
- Always Like New (2021)

## 영상 목록

### 영화
- 해리엇 (2019)
- 엑소시스트: 믿는 자 (2023)